# 1188年
| 千纪： | 2千纪 |
| 世纪： | 11世纪 \| 12世纪 \| 13世纪                                                                                                 |
| 年代： | 1150年代 \| 1160年代 \| 1170年代 \| 1180年代 \| 1190年代 \| 1200年代 \| 1210年代                                           |
| 年份： | 1183年 \| 1184年 \| 1185年 \| 1186年 \| 1187年 \| 1188年 \| 1189年 \| 1190年 \| 1191年 \| 1192年 \| 1193年                 |
| 纪年： | 戊申年（猴年）；西夏祐十九年；金大定二十八年；西辽天喜十一年；南宋淳熙十五年；大理元亨四年；越南天資嘉瑞三年；日本文治四年 |

## 大事记
- 阿方索九世 (萊昂)繼承斐迪南二世 (萊昂)的王位，成為萊昂國王。

## 逝世
- 1月22日——斐迪南二世 (萊昂)，萊昂及加利西亞國王